# Ellisella erythraea
Ellisella erythraea is een zachte koraalsoort uit de familie Ellisellidae. De koraalsoort komt uit het geslacht Ellisella. Ellisella erythraea werd in 1913 voor het eerst wetenschappelijk beschreven door Kükenthal. 